# 農具
農具（のうぐ、英: farm tool(s)） は、農機具のうち農業用の道具類の総称。

## 概説
農業生産での労働の技術的補助手段を総称して農機具という。農機具は広義の農具と農業用の機械とに大別される。広義の農具には金槌や鋸のように必ずしも用途が農業に限定されない一般道具と鍬や鎌のように主な用途が農業目的の農用道具（狭義の農具）がある。
農具は土を掘り返したり、農作物を収穫したり、脱穀するときなどに使われる。人力や畜力が用いられる。
先進国では様々な農業機械が農作業の主要な手段となっているが、それ以外の多くの国では現在でも主として人力や畜力の農具に依存して農作業が行われている。

## 農具の歴史
原始的な農業でも、棒きれのようなものが農具として使われ、土を掘り返すのに使われた。これは、タロットにも登場し、「ワンド」と呼ばれる。タロットがトランプに発展してからは、これは「クラブ」になった。もはや、直接農具を表示していないが、クラブは農民の意味で用いられる。
フランス革命前夜の『百科全書』では、大項目主義の他に、新しい技術の革新やそのしくみの図解などが多数取り入れられたが、新しい農機具もその中に含まれている。

## 主要な農具

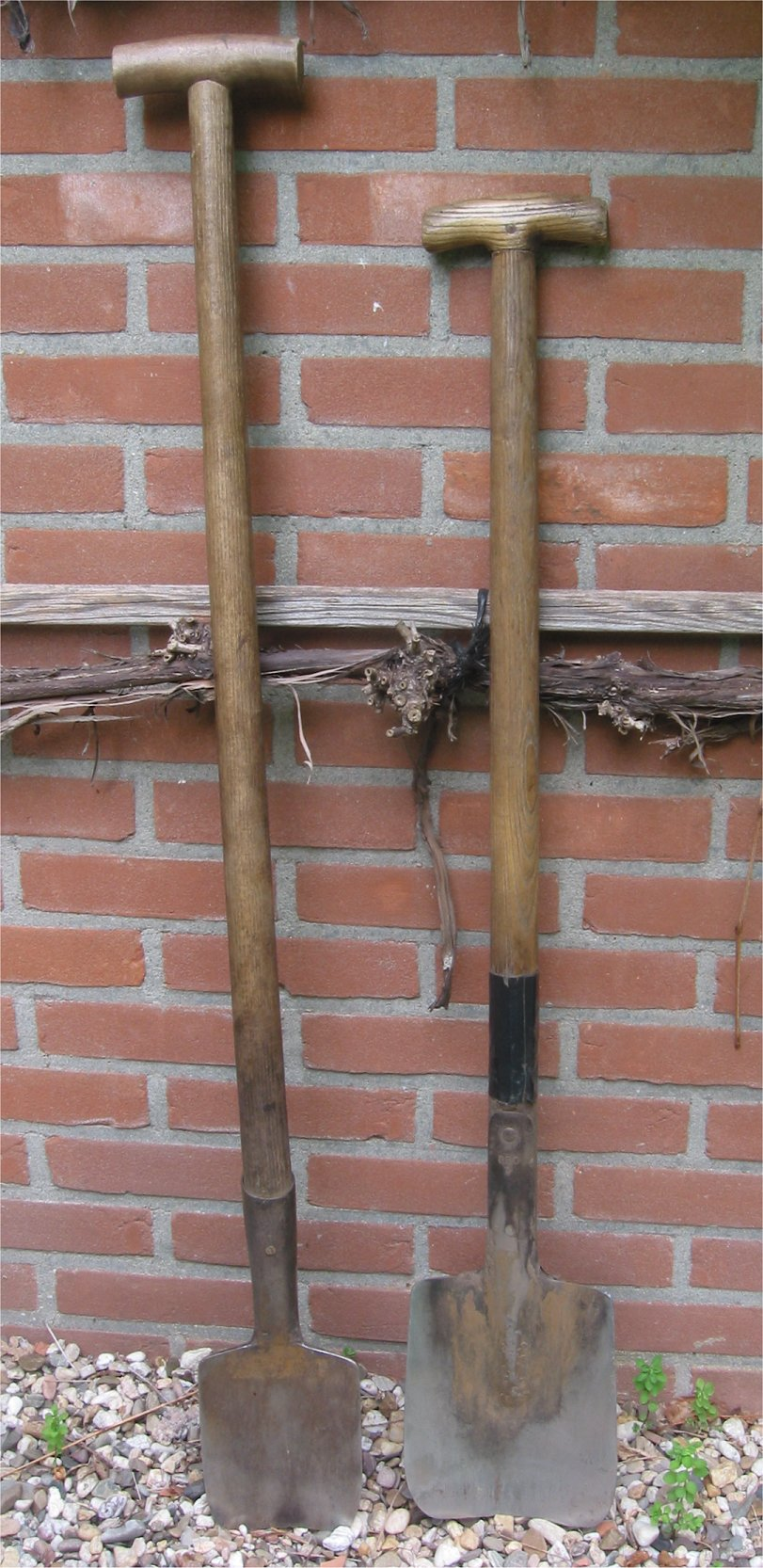
鋤。spade スペード。

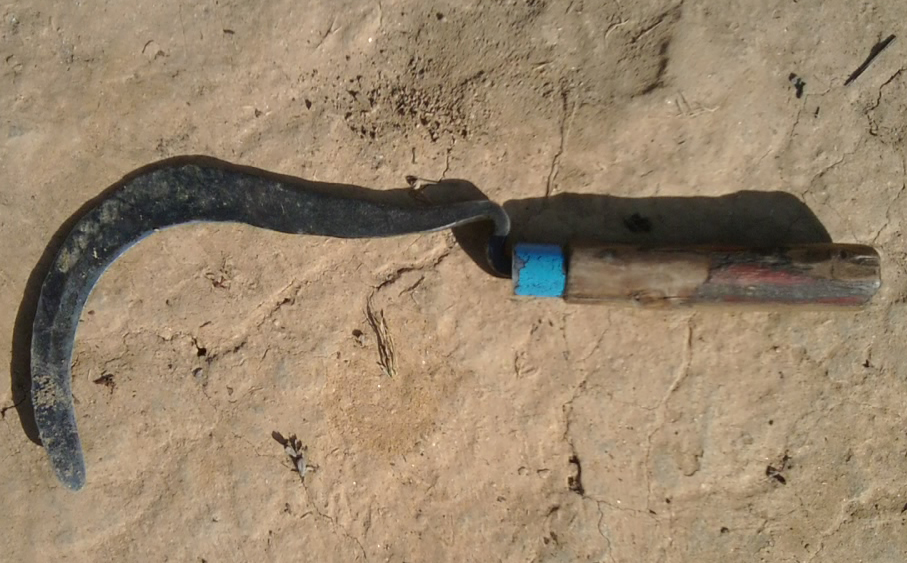
鎌

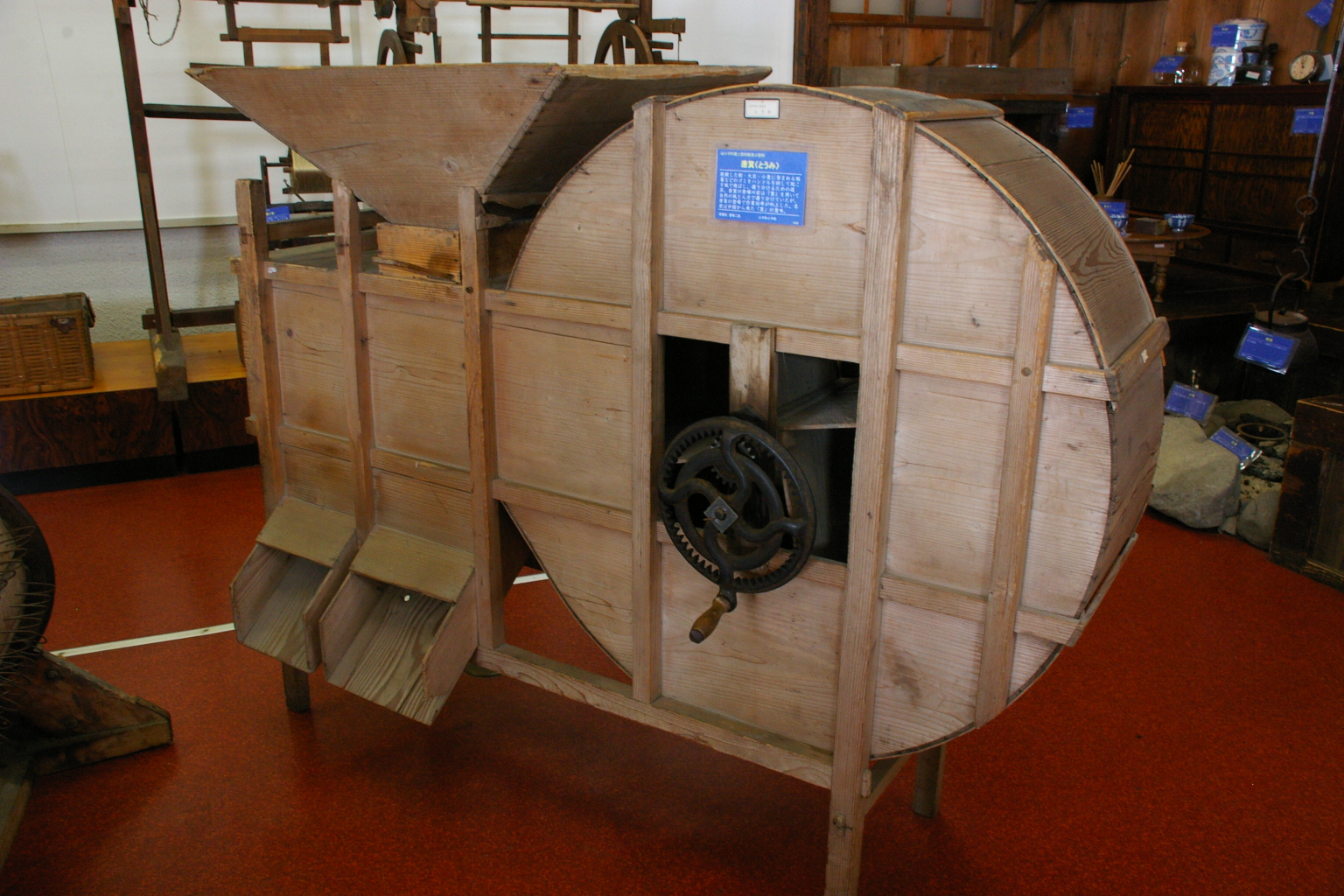
唐箕

耕うん・整地
- 鋤（すき）
- 犂（からすき）
- 踏み鋤
- 鍬（くわ）
- 掘り棒（犂や鍬以前に、耕作用途に用いられた。踏み鋤以前の道具。）
- 耕耘機

水運び、揚水
- 担い桶　天秤棒 + 桶。
- 竜骨車
- 踏車

収穫
- 鎌
- 石包丁、石鎌
- 指につける穂刈り用ナイフ
- 鍬

脱穀
- 箕（み）　唐箕
- 唐棹（からさお）
- 千歯扱き
- 脱穀機[2]

他
- 芝刈り機
- 篩（円篩（まるどおし）、長篩（ながどおし）、横篩（よこどおし）、長唐箕（けんどん）、横唐箕）
- 熊手
- 鋤簾（じょれん）[2][3]
- 臼（石臼）
- 裁断機
- ピッチフォーク
- 精米機
- 田打車
- えぶり（朳、柄振 いぶり） - 畑を平らにするのに用いる
- 馬鍬、プラウ、うねきり、ホースミル（英語版）
- ししおどし
- かかし
- 千石どおし
- 米選機